# Johnny Hallyday Live Grenoble 1968
Lives par Johnny Hallyday
Johnny Hallyday Live Grenoble 1968 est un CD qui propose l'enregistrement du récital de Johnny Hallyday donné à Grenoble, le 10 février, à l'occasion des Jeux olympiques d'hiver de 1968. Le tour de chant est diffusé à la radio à l'occasion d'un musicorama d'Europe N°1, dans les studios décentralisés à Alpexpo. Restés à l'époque inédit, il sort, inclus dans un coffret, en 2012. 
Le 3 juin 2022, il est diffusé individuellement en CD et vinyle sous le titre Grenoble 10 février 1968 Jeux Olympiques d'Hiver.

## Histoire
Live Grenoble 1968, un enregistrement en public inédit au disque de Johnny Hallyday, est publié pour la première fois à l'occasion de la sortie du coffret de 23 CD Johnny History en 2012 (CD 22).
Dix ans plus tard, dans le cadre de la série Johnny archives live, le disque, le 3 juin 2022 est diffusé en CD et 33 tours sous un titre différent Grenoble 10 février 1968 Jeux Olympiques d'Hiver,.
La composition du disque ne restitue pas l'intégralité du tour de chant, il manque pour cela l'instrumental Lucille (joué en introduction), suivit des chansons Les coups et Petite Fille.

## Autour du disque
2012 : 
- Référence originale du coffret Johnny History Mercury Universal Music : LC 00268 3709995 - CD 22 Live Grenoble 1968 référence : 37005394[5].

3 juin 2022 :
- CD Grenoble 10 février 1968 Jeux Olympiques d'Hiver référence : Europe 1, Panthéon, Mercury, Universal 4554675
- double 33 tours Europe 1, Panthéon, Mercury, Universal référence : 4554683

## Titres
| 1.  | Mon fils                                                        | Ralph Bernet, Vline Buggy               | Jacques Revaux                              |  |
| 2.  | Si j'étais un charpentier (If I Were a Carpenter)               | Long Chris (adaptation)                 | Tim Hardin                                  |  |
| 3.  | L'histoire de Bonnie and Clyde (The Ballad Of Bonnie And Clyde) | Georges Aber (adaptation)               | Mitch Murray, Peter Callander               |  |
| 4.  | Je veux te graver dans ma vie (Got to Get You into My Life)     | Long Chris (adaptation)                 | John Lennon, Paul McCartney                 |  |
| 5.  | San Francisco (San Francisco)                                   | Georges Aber (adaptation)               | John Phillips                               |  |
| 6.  | Fleur d'amour et d'amitié                                       | Georges Aber                            | Mick Jones, Tommy Brown                     |  |
| 7.  | Le pénitencier (The House of the Rising Sun)                    | Vline Buggy, Hugues Aufray (adaptation) | Alan Price                                  |  |
| 8.  | Aussi dur que du bois (Knock on Wood)                           | Georges Aber (adaptation)               | Eddie Floyd, Steve Cropper                  |  |
| 9.  | Mal (Hush)                                                      | Georges Aber (adaptation)               | Joe South                                   |  |
| 10. | Je suis seul (What Is Soul)                                     | Georges Aber (adaptation)               | Ben E. King                                 |  |
| 11. | Noir c'est noir (Black Is Black)                                | Georges Aber (adaptation)               | Tony Haynes, Michelle Grainger, Steve Wadey |  |
| 12. | Lucille (version anglaise)                                      | Richard Penniman, Albert Collins        | Richard Penniman, Albert Collins            |  |